# توتية (جنين)
التوتية (في اللغة اللاتينية، morus:وتعني ثمرة التوتة) هي جنين في مرحلة مبكرة من النمو الجنيني، وتتكون التوتية من خلايا (تُسمى قسيم أريمي) في كرة صلبة موجودة داخل المنطقة الشفافة.

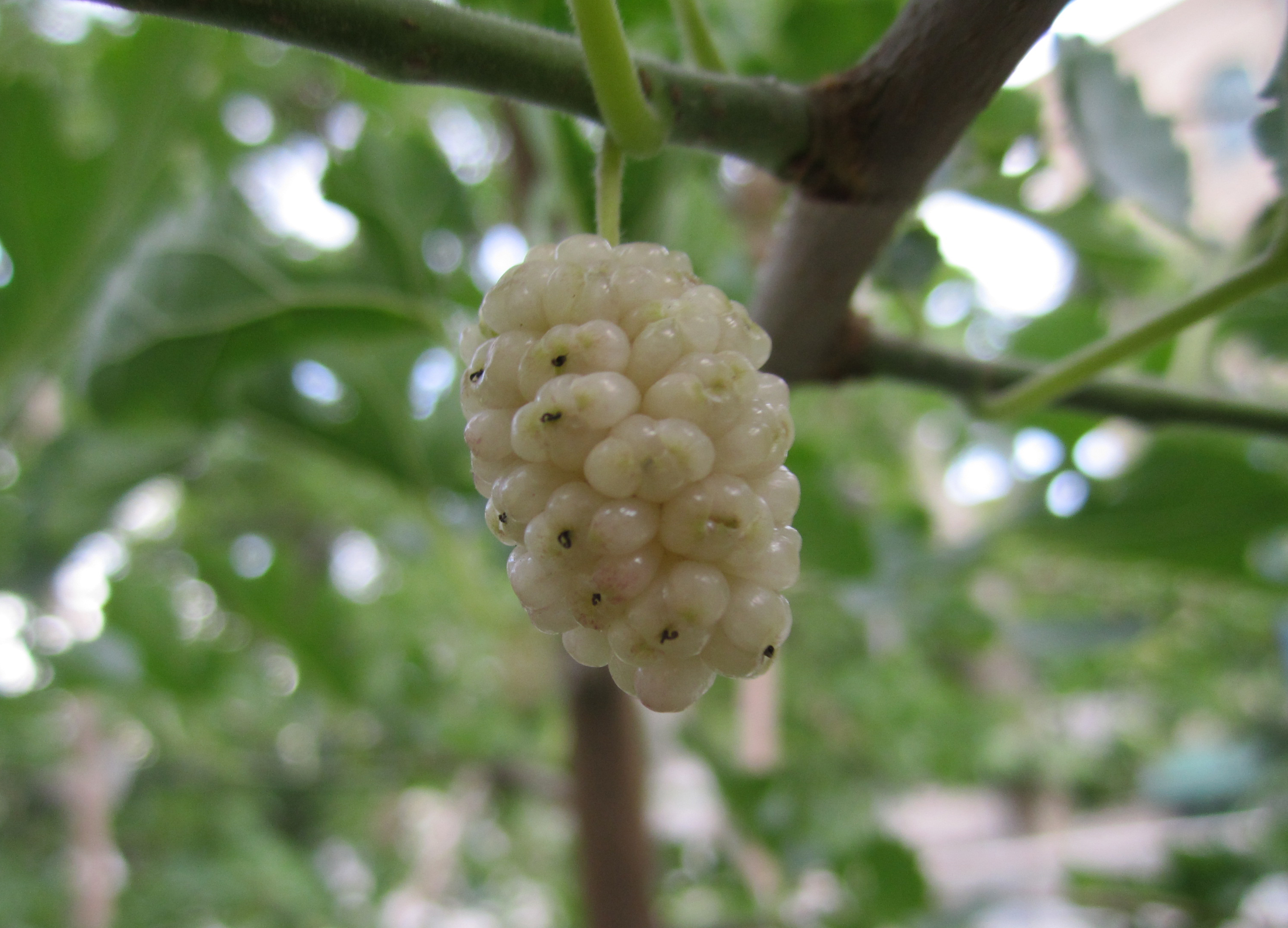
ثمرة توت

يتم إنتاج التوتية عن طريق التشطر الجنيني، أي انقسام اللاقحة. بمجرد انقسام اللاقحة إلى 32 خلية، تبدأ اللاقحة بالتشبه بـالتوتية، ومن هنا جاء اسم التوتية (اللغة اللاتينية، morus: أي توتة)  وفي غضون أيام قليلة بعد الإخصاب، ترتبط الخلايا الموجودة على الجزء الخارجي للتويتة بشدة مع تشكيل جسيم رابِط وموصل فجوي، فيتعذر تمييزها. وتُعرف هذه العملية بالانحشار. تفرز خلايا التويتة بعد ذلك سائلاً، مما يتسبب في تشكيل تجويف مركزي، وتشكيل كرة جوفاء من الخلايا معروفة باسم الكيسة الأريمية. وستصبح الخلايا الخارجية للكيسة الأريمية أول نسيج ظهاري جنيني (الأَرومة الغاذية). ومع ذلك ستظل بعض الخلايا محصورة في الداخل وستصبح كتلة الخلايا الداخلية (ICM)، وتُعد متعددة القُدرات. في الثدييات (باستثناء أحاديات المسلك) سيشكل التكوين النهائي لكتلة الخلايا الداخلية "جنيناً سليماً"، بينما يشكل الأديم الظاهر الغاذي المشيمة وغيرها من الأنسجة من خارج الجنينية.

## كتابات أخرى
- "Regulative development in mammals"